# Hermann Zabel
Hermann Zabel (22. september 1832 i Neu-Katzow - 26. april 1912 i Gotha) var en tysk botaniker, der er specialiseret inden for dendrologi.
Fra 1854 til 1860 var han ansat som assistent ved den botaniske have og museum i Greifswald. 
Fra 1869 til 1895 var han direktør for botanisk have i Hannoversch Münden. 

## Værker
- Übersicht der Flora von Neuvorpommern und Rügen, 1859
- "Catalogue of the Botanic Garden of the Forest Academy of Munden, Germany", (published in English).
- Die Gattung Symphoricarpus, 1887
- Die strauchigen Spiräen der deutschen Gärten, 1893
- Handbuch der Laubholz-Benenung, 1903 (med Ludwig Beissner, Ernst Schelle) [3]

Autornavnet Zabel kan bruges for Hermann Zabel sammen med et videnskabeligt artsnavn inden for botanikken. (Wikipedia-artikler der bruger autornavnet)